# Miliscola
Miliscola is een plaats (frazione) in de Italiaanse gemeente Bacoli.